# Mus platythrix
Mus platythrix (Bennett, 1832) è un roditore della famiglia dei Muridi diffuso in India.

## Descrizione

### Dimensioni
Roditore di piccole dimensioni, con la lunghezza della testa e del corpo tra 65 e 120 mm, la lunghezza della coda tra 63 e 88 mm, la lunghezza del piede tra 15 e 22,5 mm, la lunghezza delle orecchie tra 9 e 17,5 mm e un peso fino a 32 g.

### Aspetto
La pelliccia è cosparsa densamente di peli spinosi grigi con la punta brunastra. Le parti superiori sono marroni scure, mentre le parti ventrali sono bianche. La linea di demarcazione sui fianchi è netta. Le orecchie sono relativamente piccole e rotonde. Il colore delle zampe variano dal grigio al bianco. La coda è più corta della testa e del corpo, è finemente ricoperta di piccoli peli, marroni scuri sopra e bianchi sotto. Le femmine hanno un paio di mammelle pettorali, 2 paia addominali e 2 paia inguinali. Il cariotipo è 2n=26 FN=26.

## Biologia

### Comportamento
È una specie notturna e terricola.

## Distribuzione e habitat
Questa specie è diffusa negli stati indiani del Rajasthan meridionale, Madhya Pradesh orientale e sud-occidentale, West Bengal occidentale, Gujarat sud-orientale, Maharashtra occidentale e orientale, Karnataka, Kerala, Tamil Nadu nord-occidentale, Andhra Pradesh e Orissa meridionale.
Vive nelle foreste tropicali e sub-tropicali secche fino a 2.000 metri di altitudine. Si trova prevalentemente in aree aperte e secche, terreni ghiaiosi, pascoli, piantagioni e terre coltivate a legumi e semi oleosi.

## Conservazione
La IUCN Red List, considerato il vasto areale, la popolazione numerosa, la presenza in diverse aree protette e la tolleranza al degrado ambientale, classifica M.platythrix come specie a rischio minimo (Least Concern).